# Tarzan
Tarzan ou Tarzã é um personagem de ficção criada pelo escritor estadunidense Edgar Rice Burroughs na revista pulp All-Story Magazine em 1912 e publicado em formato de livro em 1914. O personagem apareceu em mais vinte e cinco livros e em diversos contos avulsos, vários livros autorizados por outros autores e inúmeros trabalhos em outras mídias, autorizadas e não autorizadas. Outros escritores que escreveram versões autorizadas foram Arthur B. Reeve, Maude Robinson Toombs, Fritz Leiber, Joe R. Lansdale e Philip José Farmer.
Tarzan é filho de aristocratas ingleses que desembarcam em uma selva africana após um motim. Com a morte de seus pais, Tarzan é criado por macacos ("manganis", na linguagem dos símios, criada por Burroughs) na África; seu verdadeiro nome é John Clayton III, Lorde Greystoke. Tarzan é o nome dado a ele pelos macacos e significa "Pele Branca". É uma adaptação moderna da tradição mitológico-literária de heróis criados por animais. Uma destas histórias é a de Rômulo e Remo, que foram criados por lobos e posteriormente fundaram Roma.
Por ter sobrevivido na selva desde sua infância, Tarzan mostra habilidades físicas superiores às de atletas do "mundo civilizado", além de poder se comunicar com os animais.
A visão da África criada por Burroughs tem pouco a ver com a realidade do continente, pois ele inventa que a selva africana esconderia civilizações perdidas e criaturas estranhas. Burroughs, entretanto, nunca esteve na África.
A versão cinematográfica de Tarzan como o bom selvagem ("Mim Tarzan, Você Jane"), na interpretação de Johnny Weissmuller, não reflete o personagem original dos romances, que é gracioso e altamente sofisticado.

## Biografia
Tarzan é John Clayton III, Lord Greystoke, filho de um lorde e dama britânicos que foram abandonados na costa atlântica da África por amotinados. Quando Tarzan era criança, sua mãe morreu e seu pai foi morto por Kerchak, líder da tribo símia por quem Tarzan foi adotado. Logo após a morte de seus pais, Tarzan tornou-se uma criança selvagem e sua tribo de símios é conhecida como os Mangani, grandes símios de uma espécie desconhecida pela ciência. Kala é sua mãe símia. Burroughs acrescentou histórias que ocorrem durante a adolescência de Tarzan em seu sexto livro de Tarzan, Jungle Tales of Tarzan. Tarzan é seu nome mangani; seu nome em inglês é John Clayton, Visconde Greystoke (segundo Burroughs em Tarzan, Lord of the Jungle; Conde de Greystoke em fontes menos canônicas, notavelmente o filme de 1984, Greystoke). Na verdade, o narrador de Burroughs em Tarzan of the Apes descreve Clayton e Greystoke como nomes fictícios - sugerindo que, dentro do mundo fictício que Tarzan habita, ele pode ter um nome real diferente. Como um jovem adulto de dezoito anos, Tarzan conhece uma jovem americana chamada Jane Porter. Ela, seu pai e outros membros do grupo estão abandonados na mesma área costeira da floresta onde os pais humanos de Tarzan estavam vinte anos antes. Quando Jane retorna aos Estados Unidos, Tarzan deixa a floresta em busca dela, seu único e verdadeiro amor. Em The Return of Tarzan, Tarzan e Jane se casam. Em livros posteriores, ele vive com ela por algum tempo na Inglaterra. Eles têm um filho, Jack, que leva o nome do mangani de Korak ("o assassino"). Tarzan desdenha do que ele vê como a hipocrisia da civilização, e ele e Jane voltam para a África, fazendo sua casa em uma propriedade extensa que se torna uma base para as aventuras posteriores de Tarzan.
Conforme revelado em Tarzan's Quest, Tarzan, Jane, a amiga de macaco de Tarzan, Nkima, e seus aliados ganharam algumas das pílulas de Kavuru que concedem imortalidade ao consumidor.

## Caracterização

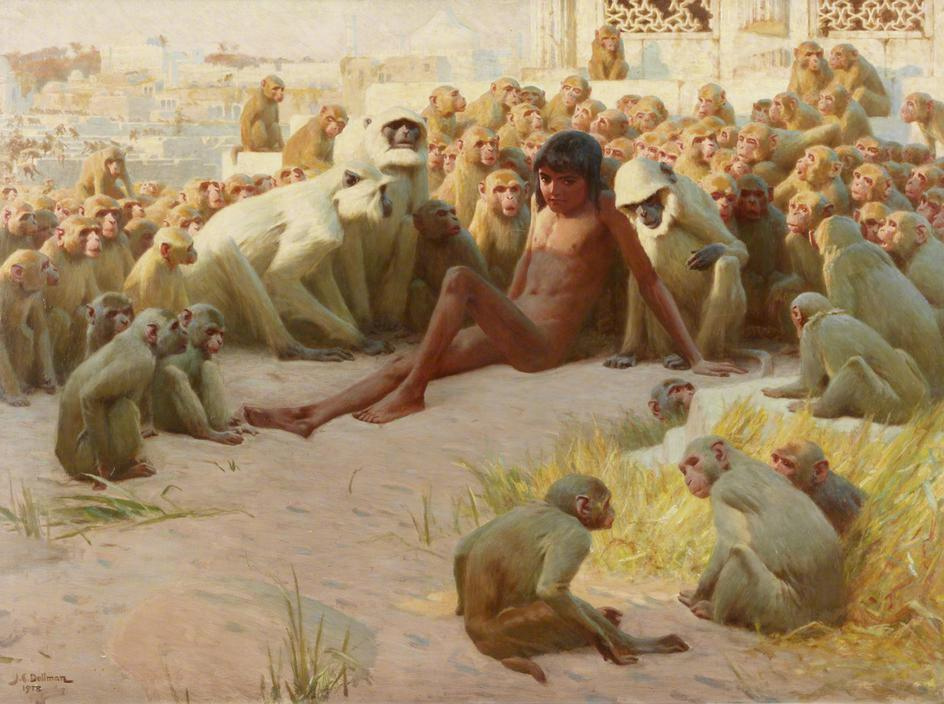
Mowgli de Rudyard Kipling foi uma influência provável em Tarzan, incluindo sua facilidade com primatas não-humanos

Burroughs criou uma versão elegante da figura do homem selvagem em grande parte livre de falhas de caráter ou defeitos. Tarzan é descrito como sendo alto, atlético, bonito e bronzeado, com olhos cinzentos e longos cabelos negros. Ele quase não usa roupas, exceto uma tanga. Emocionalmente, ele é corajoso, inteligente, leal e firme. Ele é apresentado como se comportando eticamente na maioria das situações, exceto quando busca vingança sob a motivação da dor, como quando sua mãe Kala é morta em Tarzan of Apes, ou quando ele acredita que Jane foi assassinada em Tarzan the Untamed. Ele está profundamente apaixonado por sua esposa e totalmente dedicado a ela; em numerosas situações em que outras mulheres expressam sua atração por ele, Tarzan declina educadamente, mas com firmeza, suas atenções. Quando apresentado a uma situação em que um indivíduo ou parte mais fraca está sendo atacada por um inimigo mais forte, Tarzan invariavelmente fica do lado da parte mais fraca. Ao lidar com outros homens, Tarzan é firme e vigoroso. Com amigos do sexo masculino, ele é reservado, mas profundamente leal e generoso. Como anfitrião, ele é igualmente generoso e gracioso. Como líder, ele comanda lealdade devotada.
De acordo com essas características nobres, a filosofia de Tarzan abrange uma forma extrema de "retorno à natureza". Embora ele seja capaz de passar dentro da sociedade como um indivíduo civilizado, ele prefere "despir o fino verniz da civilização", como Burroughs costuma dizer. Sua vestimenta preferida é uma faca e uma tanga de couro de animal, sua morada preferida é qualquer galho de árvore conveniente quando ele deseja dormir, e sua comida preferida é carne crua, morta por ele mesmo; melhor ainda, se ele puder enterrá-lo por uma semana, para que a putrefação tenha a chance de amaciar um pouco.
A filosofia primitivista de Tarzan foi absorvida por inúmeros fãs, entre os quais Jane Goodall, que descreve a série de Tarzan como tendo uma grande influência em sua infância. Ela afirma que achava que seria uma esposa muito melhor para Tarzan do que sua esposa fictícia, Jane, e que, quando começou a morar e estudar os chimpanzés, estava cumprindo seu sonho de infância de viver entre os grandes símios, assim como Tarzan.
O Mowgli de Rudyard Kiplin foi citado como uma grande influência na criação de Tarzan por Edgar Rice Burroughs. Mowgli também foi uma influência para vários outros personagens descritos como "garotos selvagens".

## Competências e habilidades

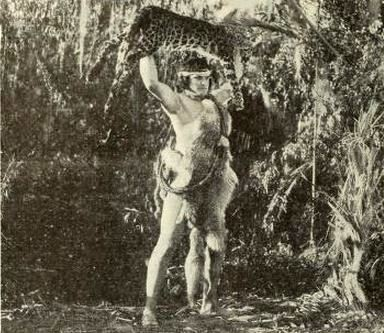
A agilidade, a velocidade e a força de Tarzan permitem que ele mate um leopardo. The Adventures of Tarzan (1921).

A criação na selva de Tarzan lhe dá habilidades muito além daquelas dos humanos comuns. Isso inclui escalar, agarrar-se e pular, assim como qualquer grande macaco, ou melhor. Ele usa ramos e balanços de trepadeiras para viajar a grande velocidade, uma habilidade adquirida entre os símios antropoides.
Sua força, velocidade, resistência, agilidade, reflexos, sentidos, flexibilidade, durabilidade, resistência e natação são extraordinárias em comparação com os homens normais. Ele lutou com grandes macacos e gorilas adultos, leões, rinocerontes, crocodilos, pitões, tigres, cavalos marinhos do tamanho de um homem (uma vez) e até mesmo dinossauros (quando visitou Pellucidar). Tarzan é um rastreador habilidoso e usa seus excepcionais sentidos de audição e olfato para seguir presas ou evitar predadores, e mata apenas por comida, mas é um ladrão experiente quando invade aldeias tribais africanas ou caças que Tarzan julgou ser brutal e merecedor de sem pena, pegando suas lanças, escudos, arcos, facas e, o mais importante, pontas de flechas metálicas. Um aguçado senso de audição permite que ele escute conversas entre outras pessoas próximas a ele.
Extremamente inteligente, Tarzan era letrado em inglês antes de poder falar a língua quando conheceu outros falantes de inglês como Jane Porter. Sua alfabetização é autodidata depois de vários anos em sua adolescência, visitando a cabana de seus pais mortos e olhando e deduzindo corretamente a função de cartilhas de livros infantis. Os livros foram trazidos para a África por sua mãe morta que pretendia ensinar seu próprio filho. Ele eventualmente lê todos os livros da coleção de livros portáteis de seu falecido pai e tem plena consciência da geografia, história mundial e sua árvore genealógica, mas não consegue falar inglês até conhecer seres humanos, pois nunca ouviu como o inglês deveria soar. como quando falado em voz alta. Ele é "encontrado" por um francês viajante que lhe ensina os fundamentos da fala humana e o leva de volta à Inglaterra.
Tarzan pode aprender uma nova língua em dias, falando muitas línguas, incluindo os grandes símios, francês, finlandês, inglês, holandês, alemão, suaíli, muitos dialetos bantos, árabe, grego antigo, latim, maia e as línguas dos Homens Formigas e de Pellucidar.
Ao contrário de representações em filmes em preto e branco da década de 1930, depois de aprender a falar uma língua nos romances, Tarzan/ John Clayton é muito articulado, reservado (ele prefere ouvir e observar atentamente antes de falar) e não fala inglês como os clássicos filmes retratam ele. Ele pode se comunicar com muitas espécies de animais da selva, e tem se mostrado um impressionista habilidoso, capaz de imitar perfeitamente o som de um tiro.

### Por Edgar Rice Burroughs
| Título original               | Título no Brasil                                 | Título em Portugal            | Ano de Publicação |
| ----------------------------- | ------------------------------------------------ | ----------------------------- | ----------------- |
| Tarzan of the Apes            | Tarzan dos Macacos ou Tarzan, O Filho das Selvas | Tarzan dos Macacos            | 1912              |
| The Return of Tarzan          | A Volta de Tarzan                                | O Regresso de Tarzan          | 1913              |
| The Beasts of Tarzan          | As Feras de Tarzan                               | As Feras de Tarzan            | 1914              |
| The Son of Tarzan             | O Filho de Tarzan                                | O Filho de Tarzan             | 1915              |
| Tarzan and the Jewels of Opar | O Tesouro de Tarzan                              | Tarzan e as Jóias de Opar     | 1916              |
| Jungle Tales of Tarzan        | Tarzan na Selva                                  | Tarzan na Selva               | 1917              |
| Tarzan the Untamed            | Tarzan, O Destemido                              | Tarzan, O Indomável           | 1919              |
| Tarzan the Terrible           | Tarzan, O Terrível                               | Tarzan, O Terrível            | 1921              |
| Tarzan and the Golden Lion    | Tarzan e o Leão de Ouro                          | Tarzan e o Leão de Ouro       | 1922              |
| Tarzan and the Ant Men        | Tarzan e os Homens-Formigas                      | Tarzan e os Homens Formiga    | 1924              |
| Tarzan, Lord of the Jungle    | Tarzan, O Rei da Jângal                          | Tarzan, O Rei da Selva        | 1927              |
| Tarzan and the Lost Empire    | Tarzan e o Império Perdido                       | Tarzan e o Império Perdido    | 1929              |
| Tarzan at the Earth's Core    | Tarzan no Centro da Terra                        | Tarzan no Centro da Terra     | 1930              |
| Tarzan the Invincible         | Tarzan, O Invencível                             | Tarzan, O Invencível          | 1930              |
| Tarzan Triumphant             | Tarzan Triunfante                                | Tarzan, O Triunfante          | 1932              |
| Tarzan and the City of Gold   | Tarzan e a Cidade de Ouro                        | Tarzan e a Cidade de Ouro     | 1932              |
| Tarzan and the Lion Man       |                                                  | Tarzan e o Homem Leão         | 1933              |
| Tarzan and the Leopard Men    | Tarzan e os Homens Leopardos                     | Tarzan e os Homens Leopardo   | 1935              |
| Tarzan's Quest                |                                                  | A Busca de Tarzan             | 1935              |
| Tarzan the Magnificent        | Tarzan, O Magnífico                              | Tarzan, O Magnífico           | 1936              |
| Tarzan and the Forbidden City |                                                  | Tarzan e a Cidade Proibida    | 1938              |
| Tarzan and the Foreign Legion |                                                  | Tarzan e a Legião Estrangeira | 1947              |
| Tarzan and the Madman         |                                                  | Tarzan e o Louco              | 1964              |
| Tarzan and the Castaways      |                                                  | Tarzan e os Malditos          | 1965              |

Além dos livros acima, Burroughs publicou também uma obra dedicada especificamente ao público adolescente: Tarzan and the Tarzan Twins,  constituída pelas histórias: "The Tarzan Twins" e "Tarzan and the Tarzan Twins with Jad-Bal-Ja, The Golden Lion". Em 1995, a Dark Horse Comics publicou Tarzan: the Lost Adventure, uma história inacabada de Edgar Rice Burroughs completada por Joe R. Lansdale.

#### No Brasil
Dezoito livros de Tarzan foram publicados no Brasil pela Companhia Editora Nacional a partir de 1933, na coleção Terramarear. As traduções foram feitas por importantes escritores, como Monteiro Lobato, Godofredo Rangel, Manuel Bandeira e outros. Na década de 1970, a Editora Record relançou oito desses volumes, com capas de Burne Hogarth. No final da década de 1980, foram publicados pela editora Tempo Cultural. Esses livros foram traduzidos do espanhol e não do inglês. Já em Portugal, a editora Portugal Press, de Lisboa, editou a obra completa do herói.
Em janeiro de 2014, o livro Tarzan dos Macacos foi republicado pela Jorge Zahar Editor com tradução de Thiago Lins e ilustrações de Hal Foster em decorrência do lançamento do filme animado alemão Tarzan: A Evolução da Lenda e o centenário do lançamento do romance em livro.

### Por outros autores
- Maude Robinson Toombs escreveu uma romantização do seriado The Adventures of Tarzan publicada como uma série 15 partes publicada em jornais em 1921, o romance foi publicado como um livro  em uma edição em capa mole (ISBN 978-1-4357-4973-3) pela ERBville Press em janeiro de 2006.[23]
- Arthur B. Reeve escreveu uma romantização do seriado Tarzan the Mighty publicada como uma série 15 partes publicada em jornais em 1928, o romance foi publicado como um livro  em uma edição em capa mole (ISBN 978-1-4357-4971-9) pela ERBville Press em 2005.
- Barton Werper - esses romances escritos com o pseudônimo "Barton Werper" nunca foram autorizados pelo espólio de Burroughs, foram retirados do mercado e as cópias restantes destruídas.

1. Tarzan and the Silver Globe (1964), o romance foi reescrito como "Zamba and the Silver Globe"  (ISBN 978-1-4357-4973-3) e publicado ERBville Press em outubro de 2014.[24]
2. Tarzan and the Cave City (1964)
3. Tarzan and the Snake People (1964)
4. Tarzan and the Abominable Snowmen (1965)
5. Tarzan and the Winged Invaders (1965)

- Fritz Leiber - o primeiro romance autorizado pela propriedade Burroughs, e numerado como o 25º livro da série Tarzan.
  - Tarzan and the Valley of Gold (1966)

- Philip José Farmer (também escreveu um romance baseado em seu próprio fascínio por Tarzan, intitulado Lord Tyger, e traduziu o romance Tarzan of the Apes para o esperanto).
  - Tarzan Alive (1972) uma biografia fictícia de Tarzan (aqui Lord Greystoke), que é um dos dois livros fundamentais (junto com Doc Savage: His Apocalyptic Life) da família Wold Newton.
  - The Adventure of the Peerless Peer (1974) Sherlock Holmes vai para a África e conhece Tarzan.
  - The Dark Heart of Time (1999) este romance foi especificamente autorizado pelo espólio de Burroughs e faz referência a Tarzan pelo nome e não apenas por inferência. A história se passa entre Tarzan the Untamed e Tarzan the Terrible.
- R. A. Salvatore
  - Tarzan: The Epic Adventures (1996) um romance autorizado baseado no episódio piloto da série de mesmo nome.

- Stuart J. Byrne

- Na década de 1950, Byrne escreveu o romance Tarzan on Mars sob o pseudônimo de John Bloodstone, o romance é um crossover da série Tarzan e a série Barsoom, que conta as aventuras de John Carter em Marte, contudo, Byrne não obteve licença para publicar o romance, que teve edições não autorizadas.[25]

Novo Tarzan
A editora Faber e a Faber com o apoio da Edgar Rice Burroughs, Incorporated, atualizaram a série através do autor Andy Briggs. Em 2011, Briggs publicou o primeiro dos livros Tarzan: The Greystoke Legacy. Em 2012 publicou o segundo livro Tarzan: The Jungle Warrior, e em 2013, publicou o terceiro livro Tarzan: The Savage Lands.

## Os filmes

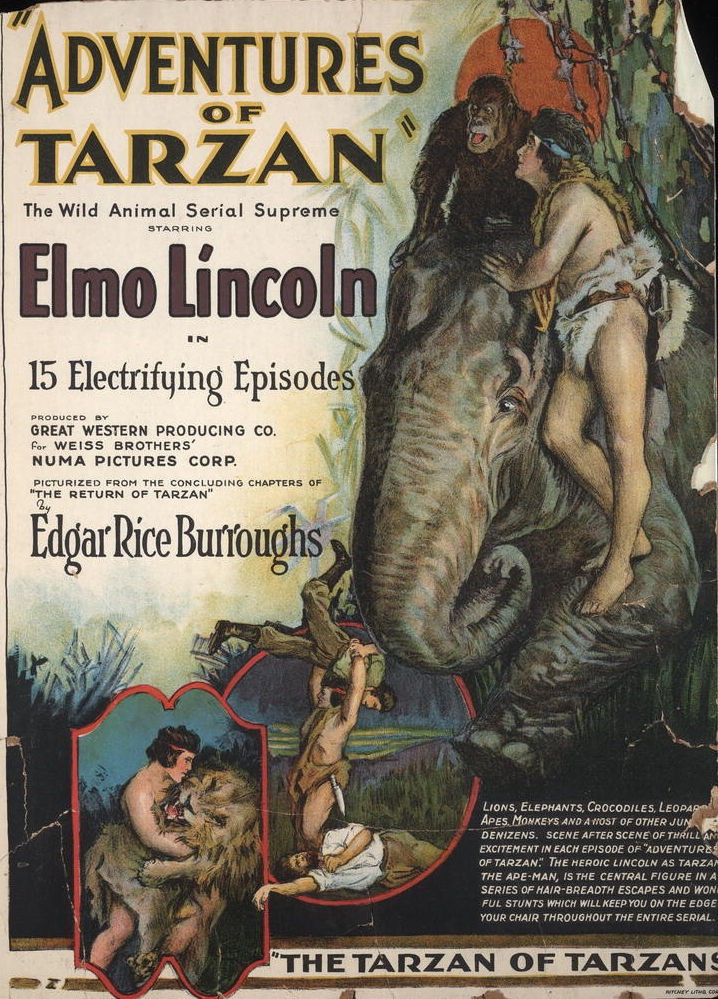
Cartaz do seriado As Aventuras de Tarzan, 1921.

- O primeiro Tarzan do cinema foi Elmo Lincoln, no filme Tarzan, O Homem Macaco ou Tarzan dos Macacos (Tarzan of the Apes), de 1918. Lincoln também estrelou o filme seguinte, O Romance de Tarzan ou Os Amores de Tarzan (The Romance of Tarzan, 1918) e o seriado As Aventuras de Tarzan (The Adventures of Tarzan, 1921, quinze episódios).
- Na era muda foram produzidos quatro filmes e quatro seriados com o herói; além de Lincoln, ele foi interpretado, entre outros, por Gene Pollar e James Pierce.
- O primeiro Tarzan do cinema sonoro foi também o mais famoso: o nadador estadunidense Johnny Weissmuller, que encarnou o herói em doze fitas, primeiro na MGM, depois na RKO. O refinado lorde dos livros foi transformado por Weissmuller em um selvagem que conseguia apenas grunhir e emitir frases monossilábicas, do tipo "me Tarzan, you Jane" (que ele, a bem da verdade, nunca disse. O que ele disse no filme Tarzan, O Filho das Selvas/Tarzan the Ape Man foi, simplesmente "Tarzan… Jane", apontando para si mesmo e depois para Jane Porter).
- Weissmuller é responsável por emitir, pela primeira vez, o famoso grito de vitória de Tarzan. Esse grito, que seria reproduzido por todos os Tarzans subsequentes, não passava de uma hábil mixagem dos sons de um barítono, uma soprano e de cães treinados.

- Devido à censura do Código Hays, os trajes de Weissmuller e, principalmente, de O'Sullivan foram aumentando de tamanho de filme para filme;[26] a censura também é responsável pela ausência de filhos da dupla, que não era legalmente casada: Boy (vivido por Johnny Sheffield), introduzido em O Filho de Tarzan (Tarzan Finds a Son!, 1939) não era filho do casal e, sim, adotado, conforme mostra o título original. Nos livros, no entanto, Tarzan e Jane são pais do menino Korak, que chega à idade adulta nos romances finais.[11] Korak havia aparecido no seriado The Son of Tarzan de 1920.
- Depois de atuar em Tarzan e a Caçadora (Tarzan and the Huntress, 1947), Johnny Sheffield disse adeus ao papel de Boy, porque já estava com dezesseis anos. Ele foi para a Monogram e fez os doze filmes da série Bomba, o Filho das Selvas/Bomba The Jungle Boy (um personagem inspirado em Tarzan, publicado em uma série de livros publicada entre 1926 e 1938[27]), entre 1949 e 1955.[28]
- Quando já não possuía o físico necessário para viver o herói, Weissmuller estrelou a série Jim das Selvas/Jungle Jim para a Columbia, onde interpretou o personagem de mesmo nome criado por Alex Raymond em tiras de jornal. Foram dezesseis filmes entre 1948 e 1955. Nesse ano, o herói foi para a televisão, onde foram feitos vinte e seis episódios de meia hora cada, com um Weissmuller já gordo e envelhecido.
- Outros Tarzans que ficaram famosos foram Lex Barker, que substituiu Weissmuller a partir de 1948 e Gordon Scott, que é considerado por alguns críticos como o ator que melhor interpretou o herói. Já Mike Henry é visto como o mais parecido com os desenhos de Burne Hogarth.
- Das atrizes que interpretaram Jane, a única lembrada é Maureen O'Sullivan, que fez os seis primeiros filmes da série com Johnny Weissmuller e depois saiu porque não queria ficar presa à personagem. Jane não aparece em todos os filmes de Tarzan: ela esteve em apenas um dos cinco filmes com Gordon Scott e esteve ausente de todas as produções com os Tarzans Jock Mahoney, Mike Henry e Ron Ely.
- Jane apareceria de topless no filme Tarzan, the Ape Man, interpretado por Bo Derek em 1981.[29]
- Foi noticiado que a personagem Cheeta, a macaca (Cheeta, na verdade era um macho) que protagonizou os filmes da década de 1930 e 1940 e do seriado para televisão da década de 1960, faleceu em 2011, aos 80 anos de idade,[30] notícia essa, entretanto, colocada em dúvida por uma reportagem da agência de notícias Associated Press, pela ausência de documentos que comprovem se tratar do mesmo primata, além de outras inconsistências apontadas.[31]

Filmografia
| Ano  | Nome original                                     | Nome PT/BR                                    | Nome PT/PT                                    | Tarzan                    | Jane               | Notas                                           |
| ---- | ------------------------------------------------- | --------------------------------------------- | --------------------------------------------- | ------------------------- | ------------------ | ----------------------------------------------- |
| 1918 | Tarzan of the Apes                                | Tarzan, O Homem Macaco                        | Tarzan, O Homem Macaco                        | Elmo Lincoln              | Enid Markey        |                                                 |
| 1918 | The Romance of Tarzan                             | O Romance de Tarzan                           |                                               | Elmo Lincoln              | Enid Markey        |                                                 |
| 1920 | The Revenge of Tarzan                             | A Vingança de Tarzan                          | A Vingança de Tarzan                          | Gene Pollar               | Karla Schramm      |                                                 |
| 1920 | The Son of Tarzan                                 | O Filho de Tarzan                             |                                               | P. Dempsey Tabler         | Karla Schramm      | Seriado em quinze episódios                     |
| 1921 | The Adventures of Tarzan                          | As Aventuras de Tarzan                        |                                               | Elmo Lincoln              | Louise Lorraine    | Seriado em quinze episódios                     |
| 1927 | Tarzan and the Golden Lion                        | Tarzan e o Leão de Ouro                       |                                               | James Pierce              | Dorothy Dunbar     |                                                 |
| 1928 | Tarzan the Mighty                                 | Tarzan, O Poderoso                            |                                               | Frank Merrill             |                    | Seriado em quinze episódios                     |
| 1929 | Tarzan the Tiger                                  | Tarzan, O Tigre                               |                                               | Frank Merrill             | Natalie Kingston   | Seriado em quinze episódios                     |
| 1932 | Tarzan the Ape Man                                | Tarzan, O Filho das Selvas                    | Tarzan, O Homem Macaco                        | Johnny Weissmuller        | Maureen O'Sullivan |                                                 |
| 1933 | Tarzan the Fearless                               | Tarzan, O Destemido                           | Trazan, O Destemido                           | Buster Crabbe             | Jacqueline Wells   | Seriado em doze episódios                       |
| 1934 | Tarzan and His Mate                               | A Companheira de Tarzan                       | Tarzan e a Companheira                        | Johnny Weissmuller        | Maureen O'Sullivan |                                                 |
| 1935 | The New Adventures of Tarzan                      | As Novas Aventuras de Tarzan                  |                                               | Herman Brix               |                    | Seriado em doze episódios                       |
| 1936 | Tarzan Escapes                                    | A Fuga de Tarzan                              | A Fuga de Tarzan                              | Johnny Weissmuller        | Maureen O'Sullivan |                                                 |
| 1938 | Tarzan's Revenge                                  | A Vingança de Tarzan                          | A Vingança de Tarzan                          | Glenn Morris              | Eleanor Holm       |                                                 |
| 1939 | Tarzan Finds a Son!                               | O Filho de Tarzan                             | Tarzan Encontra um Filho                      | Johnny Weissmuller        | Maureen O'Sullivan |                                                 |
| 1941 | Tarzan's Secret Treasure                          | O Tesouro de Tarzan                           | O Tesouro de Tarzan                           | Johnny Weissmuller        | Maureen O'Sullivan |                                                 |
| 1942 | Tarzan's New York Adventure                       | Tarzan contra o Mundo                         | Tarzan em Nova Iorque                         | Johnny Weissmuller        | Maureen O'Sullivan |                                                 |
| 1943 | Tarzan Triumphs                                   | O Triunfo de Tarzan                           | Tarzan na Guerra                              | Johnny Weissmuller        |                    |                                                 |
| 1943 | Tarzan's Desert Mystery                           | Tarzan e o Terror do Deserto                  | Tarzan no Deserto Misterioso                  | Johnny Weissmuller        |                    |                                                 |
| 1945 | Tarzan and the Amazons                            | Tarzan e as Amazonas                          | Tarzan e as Amazonas                          | Johnny Weissmuller        | Brenda Joyce       |                                                 |
| 1946 | Tarzan and the Leopard Woman                      | Tarzan e a Mulher Leopardo                    | Tarzan e a Mulher Leopardo                    | Johnny Weissmuller        | Brenda Joyce       |                                                 |
| 1947 | Tarzan and the Huntress                           | Tarzan e a Caçadora                           | Tarzan e a Caçadora                           | Johnny Weissmuller        | Brenda Joyce       |                                                 |
| 1948 | Tarzan and the Mermaids                           | Tarzan e as Sereias                           | Tarzan e as Sereias                           | Johnny Weissmuller        | Brenda Joyce       |                                                 |
| 1949 | Tarzan's Magic Fountain                           | Tarzan e a Fonte Mágica                       | Tarzan e a Montanha Secreta                   | Lex Barker                | Brenda Joyce       |                                                 |
| 1950 | Tarzan and the Slave Girl                         | Tarzan e a Escrava                            | Tarzan e a Escrava                            | Lex Barker                | Vanessa Brown      |                                                 |
| 1951 | Tarzan's Peril                                    | Tarzan em Perigo                              | Tarzan em Perigo                              | Lex Barker                | Virginia Huston    |                                                 |
| 1952 | Tarzan's Savage Fury                              | Tarzan e a Fúria Selvagem                     | Tarzan, Fúria Selvagem                        | Lex Barker                | Dorothy Hart       |                                                 |
| 1953 | Tarzan and the She-Devil                          | Tarzan e a Mulher Diabo                       | Tarzan e a Mulher Diabo                       | Lex Barker                | Joyce MacKenzie    |                                                 |
| 1955 | Tarzan's Hidden Jungle                            | Tarzan na Selva Misteriosa                    |                                               | Gordon Scott              |                    |                                                 |
| 1957 | Tarzan and the Lost Safari                        | Tarzan e a Expedição Perdida                  |                                               | Gordon Scott              |                    |                                                 |
| 1958 | Tarzan's Fight for Life                           | Tarzan e a Tribo Nagasu                       |                                               | Gordon Scott              | Eve Brent          |                                                 |
| 1958 | Tarzan and the Trappers                           | Tarzan e os Caçadores                         |                                               | Gordon Scott              | Eve Brent          | TV                                              |
| 1959 | Tarzan's Greatest Adventure                       | A Maior Aventura de Tarzan                    |                                               | Gordon Scott              |                    |                                                 |
| 1959 | Tarzan, the Ape Man                               | Tarzan, O Filho das Selvas                    | Tarzan, O Filho das Selvas                    | Denny Miller              | Joanna Barnes      |                                                 |
| 1960 | Tarzan the Magnificent                            | Tarzan, O Magnífico                           |                                               | Gordon Scott              |                    |                                                 |
| 1962 | Tarzan Goes to India                              | Tarzan Vai à Índia                            | Tarzan e os Elefantes                         | Jock Mahoney              |                    |                                                 |
| 1963 | Tarzan's Three Challenges                         | Os Três Desafios de Tarzan                    | Tarzan no Oriente                             | Jock Mahoney              |                    |                                                 |
| 1966 | Tarzan and the Valley of Gold                     | Tarzan e o Vale do Ouro                       |                                               | Mike Henry                |                    |                                                 |
| 1967 | Tarzan and the Great River                        | Tarzan e o Grande Rio                         | Tarzan e o Grande Rio                         | Mike Henry                |                    | Filmado no Brasil                               |
| 1968 | Tarzan and the Jungle Boy                         | Tarzan e o Menino das Selvas                  | Tarzan e os Inimigos da Selva                 | Mike Henry                |                    | Filmado no Brasil                               |
| 1968 | Tarzan and the Four O'Clock Army                  |                                               |                                               | Ron Ely                   |                    | *                                               |
| 1970 | Tarzan's Jungle Rebellion                         | A Revolta de Tarzan                           |                                               | Ron Ely                   |                    | **                                              |
| 1970 | Tarzan's Deadly Silence                           | O Silêncio de Tarzan                          |                                               | Ron Ely                   |                    | ***                                             |
| 1971 | Tarzan and the Perils of Charity Jones            |                                               |                                               | Ron Ely                   |                    | ****                                            |
| 1981 | Tarzan, the Ape Man                               | Tarzan, O Filho das Selvas                    | Tarzan, O Homem-Macaco                        | Miles O'Keeffe            | Bo Derek           |                                                 |
| 1984 | Greystoke: The Legend of Tarzan, Lord of the Apes | Greystoke - A Lenda de Tarzan, O Rei da Selva | Greystoke - A Lenda de Tarzan, O Rei da Selva | Christopher Lambert       | Andie McDowell     |                                                 |
| 1998 | Tarzan and the Lost City                          | Tarzan e a Cidade Perdida                     | Tarzan e a Cidade Perdida                     | Casper Van Dien           | Jane March         |                                                 |
| 1999 | Tarzan                                            | Tarzan                                        | Tarzan                                        | Alex D. Linz/Tony Goldwyn | Minnie Driver      | Animação da Disney.                             |
| 1999 | Tarzan of the Apes                                | Tarzan e os Macacos                           | Tarzan, O Rei da Selva                        |                           |                    | Animação americana lançada diretamente em vídeo |
| 2013 | Tarzan (2013)                                     | Tarzan: A Evolução da Lenda                   | Tarzan                                        | Kellan Lutz               | Spencer Locke      | Animação alemã.                                 |
| 2016 | The Legend of Tarzan                              | A Lenda de Tarzan                             | A Lenda de Tarzan                             | Alexander Skarsgård       | Margot Robbie      |                                                 |

- * Episódio duplo "Four O'Clock Army", da segunda temporada da série de TV, lançado nos cinemas
- ** Episódio duplo "The Blue Stone of Heaven", da segunda temporada da série de TV, lançado nos cinemas
- *** Episódio duplo "The Deadly Silence", da primeira temporada da série de TV, lançado nos cinemas
- **** Episódio duplo "The Perils of Charity Jones", da primeira temporada da série de TV, lançado nos cinemas

## Os quadrinhos

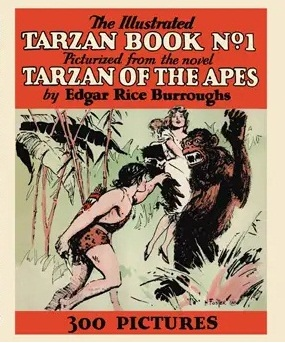
Tarzan por Hal Foster

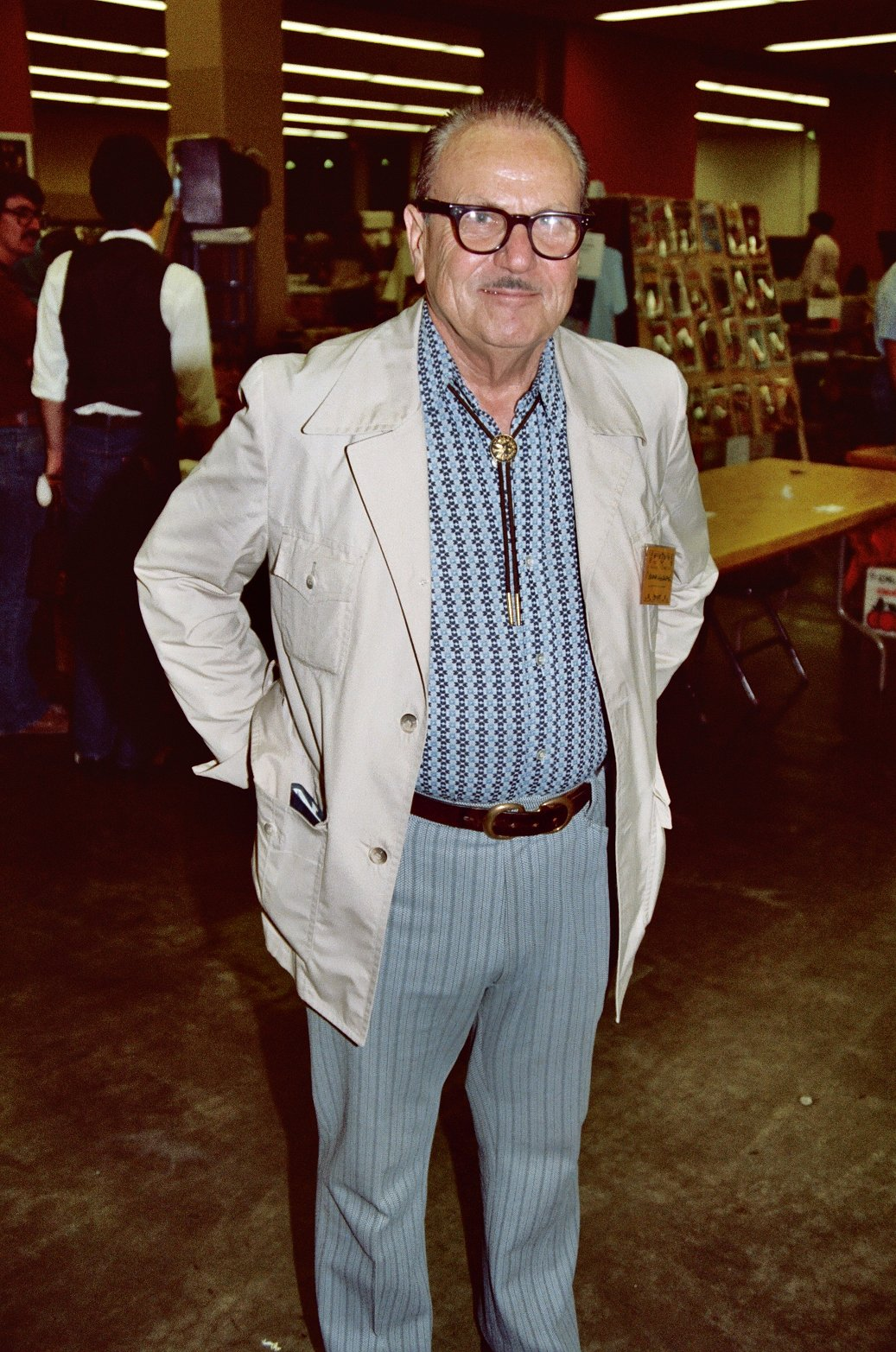
Burne Hogarth durante a San Diego Comic-Con em 1982.

Em meados da década de 1920, surgiu um projeto de uma tira de jornal de Tarzan, a princípio, o publicitário Joseph Neebe queria chamar o ilustrador J. Allen St.John, que já fazia artes dos livros de Tarzan, com a recusa dele, Neebe escolheu um artista que trabalhava em peças publicitárias, Hal Foster, Foster foi o primeiro artista a desenhar o herói em tiras de aventura: a estreia foi na em novembro de 1928 na revista inglesa Tit-Bits, em 7 de janeiro de 1929, estreou nos jornais americanos, coincidentemente essa também foi a data de estreia da adaptação de outro herói dos pulps, Buck Rogers, foram publicadas as sessenta tiras diárias de "Tarzan of the Apes" assinadas por Foster Foster só voltaria ao personagem em 1931, desenhando páginas dominicais coloridas. Ele é responsável por várias inovações de inspiração cinematográfica: campo e contra-campo, grandes planos e contra-luz. Ele seguiu fielmente os livros de Burroughs e nunca usou balões e, sim, textos incorporados aos quadrinhos em legendas ou recordatórios. A partir de 1937, Foster foi substituído por Burne Hogarth. Influenciado por Michelângelo e pelo expressionismo alemão, Hogarth utilizou seus conhecimentos de anatomia para mostrar uma explosão de músculos, um turbilhão de movimentos, paisagens atormentadas mas vibrantes, selvas fantasmagóricas e raízes com formas monstruosas. Ele desenharia essas páginas até 1950, quando foi substituído pelo também importante Bob Lubbers, mas voltou em 1972, com uma nova versão da história de Tarzan em forma de livro, quatro anos depois, foi a vez de uma adaptação de Jungle Tales of Tarzan, ambos os trabalhos são considerados proto-graphic novels.
Rex Maxon começou uma longa série de aventuras de Tarzan ainda em 1929, quando Foster se recusou a desenhar "The Return of Tarzan". Dono de um traço duro, que melhorou com o tempo, Maxon desenhava tiras diárias, distribuídas para os jornais do mundo inteiro, mas se encarregou também de páginas dominicais durante vinte e oito semanas em 1931, enquanto Foster não voltava. Maxon desenhou Tarzan até 1947.
A partir de 1968, no entanto, tanto as tiras diárias quanto as páginas dominicais foram entregues a outro artista : Russ Manning, que também desenhou as histórias de Korak, o filho de Tarzan. Mestre absoluto do preto e branco, Manning desenvolveu uma visão moderna do herói, sem os barroquismos de Hogarth.

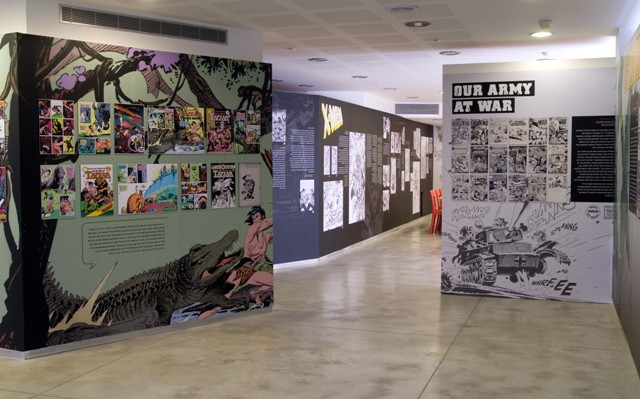
O Tarzan de Joe Kubert em exposição

Vários outros desenhistas se dedicaram ao personagem, muitas vezes anonimamente: Joe Kubert, Dan Barry, John Lehti, Reinman, Ruben Moreyra, Jesse Marsh, John Celardo, John Buscema, Bob Lubbers etc. Dentre os autores, destaca-se Gaylord DuBois. Poucos artistas conseguem capturar a essência da figura humana em sequências de ação como Joe Kubert. Seu expressivo talento encontra-se plenamente exposto nas HQs do Tarzan da década de 1970.
Tarzan apareceu em muitas revistas em quadrinhos em vários editoras. Em 1947, o personagem foi publicado pela Dell Comics em parceria com Western Publishing. O Tarzan da Dell pouco tinha a ver com os livros Edgar Rice Burroughs, era mais parecido com o Tarzan dos cinemas. Pelo selo Whitman, a Western publicou uma série de Big Little Books do personagem.
Inspirado nos filmes estrelados por Johnny Weissmuller, o filho de Tarzan era Boy, que substituía o Korak, presente nos livros, na década de 1960, Boy substituído por Korak.
Em 1962 a parceira entre a Dell e Western foi desfeita, logo foi criado pelo Western, o selo Gold Key Comics Tarzan foi um dos títulos publicados pela Gold Key.
Entre Dezembro de 1964  Julho de 1965, a Charlton Comics publicou a revista Jungle Tales of Tarzan, a editora pensava que com a morte do criador em 1950, o herói estive em domínio público. Em 1972, a DC consegue a licença de Tarzan e inicia uma série de quadrinhos produzida por Joe Kubert, a primeira edição da revista é a número 207, continuando a numeração da Dell Em 1977, a DC publica seu último número de Tarzan, encerrada na edição 259, nesse mesmo ano o personagem passa a ser publicado pela Marvel Comics, na Marvel a numeração é reiniciada, a revista teve 29 edições e possuía arte de John Buscema.
Dark Horse Comics publica várias séries Tarzan desde 1996 até os dias atuais, incluindo republicações de editoras anteriores como a Western/Gold Key, em parceria com a DC, publicou dois crossover de Tarzan com Batman e Superman: Batman/Tarzan: Claws of the Cat-Woman e Superman/Tarzan: Sons of the Jungle Tarzan também lutou contra os Predadores, alienígenas da série de filmes em Tarzan vs. Predator: At the Earth's Core.
Em dezembro de 2011, a Dynamite Entertainment lançou a série Lord of the Jungle, estrelada por Tarzan, a editora evitou usar o nome do personagem na capa, a fim de não violar a marca registrada, mesmo que o personagem esteja em do domínio público. No entanto, em 2012, a Edgar Rice Burroughs, Inc. processou a editora.
Em 2012, a Edgar Rice Burroughs, Inc. iniciou a publicação de webcomics em seu site oficial, incluindo Tarzan pelo roteirista Roy Thomas e o ilustrador Tom Grindberg e Tarzan of The Apes, também roteirizada por Thomas, ilustrada por Pablo Marcos com letras e cores de Oscar Gonzales. Em 2013, Dynamite Entertainment a publicou um crossover com outro personagem do autor, John Carter de Marte na minissérie Lords of Mars. Em 2014, o filho de Tarzan, Korak, ganhou uma webcomic solo, roteirizada por Ron Marz e ilustrada por Rick Leonardi.
Em 2015, o selo Sequential Pulp Comics da Dark Horse publicou a graphic novel Jungle Tales of Tarzan, escrita por Martin Powell e ilustrada por Pablo Marcos, Terry Beatty, Will Meugniot, Nik Poliwko, Antonio Romero Olmedo, Mark Wheatley, Diana Leto, Steven E. Gordon, Lowell Isaac, Tom Floyd, e Jamie Chase. A capa foi desenhada por Daren Bader. No mesmo ano, a Dynamite anunciou um crossover de Tarzan e Sheena.
Em 2016, foram anunciados um crossover com Planeta dos Macacos, publicado pela Dark Horse com a Boom! Studios.
Em março de 2021, a editora francesa Soleil Productions pulbicou  Tarzan, seigneur de la jungle por Christophe Bec (roteiro) e Stevan Subic (desenhos), em novembro do mesmo ano, publica  Tarzan, au centre de la Terre (2021) por Christophe Bec (roteiro) e Stefano Raffaele, Roberto Pascual De La Torre, Dave Stewart (desenhos).
Em outubro de 2024, a editora francesa Glénat publicou Tarzan, l'homme-singe - Tome 1 de Eric Corbeyran (roteiro) e Roy Allan Martinez (desenhos).

### No Brasil
No Brasil, a primeira publicação do herói deu-se no número 31 do Suplemento Juvenil, de 10 de outubro de 1934, com Tarzan, O Filho das Selvas, a história desenhada por Harold Foster cinco anos antes. Com o sucesso, as tiras foram reunidas no álbum "A Primeira Aventura de Tarzan em Quadrinhos", relançado em 1975 pela EBAL. Em seguida o Suplemento Juvenil passou a publicar A Volta de Tarzan e depois histórias de Rex Maxon e Burne Hogarth. O primeiro número da revista dedicada exclusivamente ao herói data de julho de 1951 e trazia uma foto de Lex Barker na capa. A revista seria a mais duradoura da história da EBAL, tendo sido editada, de várias formas em cores, em preto e branco, formatinho, formato americano, tamanho padrão, mensal, bimestral etc—até 1989.
A EBAL lançou também diversas edições especiais:
- 1973 - Tarzan, O Filho das Selvas, romance ilustrado por Burne Hogarth em 1972[55]
- 1974 - Coleção Tarzan em dois volumes (A Origem de Tarzan e A Volta de Tarzan), ilustrados por Joe Kubert
- 1975 - Tarzan, de Harold Foster, a primeira história com o herói
- 1975 - Coleção Tarzan/Russ Manning, em cinco volumes, com as páginas dominicais de 1968 a 1972
- 1976 - Edição Gloriosa em dois volumes (O Mundo que o Tempo Esqueceu e O Poço do Tempo), ilustrados por Russ Manning
- 1978 - O Livro da Selva, adaptação do romance O Tesouro de Tarzan em três volumes, com ilustrações de John Buscema e roteiro de Roy Thomas
- 1980 - O Massacre dos Inocentes, com ilustrações do artista espanhol Jaime Brocal Remohi
- 1980 - O Lago da Vida, com ilustrações de José Ortiz

Além de títulos próprios, Tarzan participou de crossovers com o Batman (publicado pela Mythos Editora) e Superman (publicado pela Pandora Books).
A Editora Abril publicou histórias baseadas no filme animado da Disney
Entre 2002 e 2003, as tiras de Russ Manning foram publicadas nas edições #1 e #2 da revista Stripmania da Opera Graphica.
Em maio de 2010, a Devir Livraria anuncia o lançamento da versão traduzida de Joe Kubert, englobando em um único volume do número 207 ao 214, com introdução do próprio autor.
Em 2015, a Pixel Media (selo de quadrinhos da Ediouro Publicações) publica a graphic novel Jungle Tales of Tarzan com o título Tarzan: Contos da Selva. Em 2022, a Pipoca & Nanquim publicou Tarzan - O Senhor da Selva – Edição Definitiva com as histórias de Roy Thomas (roteiros) e John Buscema (desenhos) para a Marvel e a Devir publicou Tarzan - A Era de Russ Manning.

## Rádio
Nos Estados Unidos, Tarzan era o herói de dois programas de rádio populares: o primeiro entre 1932 e 1936 com James Pierce no papel-título; o segundo entre 1951 e 1953, estrelado por Lamont Johnson.
Na Argentina, no início de 1950, a Radio Splendid lançou uma série chamada Las aventuras de Tarzán, com César Llanos papel principal.

## Televisão
Ron Ely interpretou Tarzan em uma cultuada série que teve cinquenta e sete episódios entre 1966 e 1968. Alguns episódios duplos foram fundidos e exibidos nos cinemas.
Os estúdios Filmation produziram, entre 1976 e 1977, a série animada Tarzan, Lord of the Jungle, mais tarde, a série dividiu blocos de animação com outras séries: Batman/Tarzan Adventure Hour (1977–1978), Tarzan and the Super 7 (1978–1980), The Tarzan/Lone Ranger Adventure Hour (1980–1981), e The Tarzan/Lone Ranger/Zorro Adventure Hour) (1981–1982). Considerada bastante fiel à obra de Burroughs– bem mais que muitos dos filmes realizados até então. Um exemplo é a presença, no desenho da Filmation, do macaquinho N'kima como mascote de Tarzan, em vez da chimpanzé Cheetah, que só existia nos cinemas. Este desenho foi exibido no Brasil pelo canal SBT nas tardes dos anos 1980, voltando a ser exibido recentemente nos sábados, pela manhã.
Em 1989, foi lançado o telefilme Tarzan in Manhattan, estrelado por Joe Lara, entre 1991 e 1994, foi exibida a série franco-canadense-mexicana Tarzán, estrelada por Wolf Larson, entre 1996 e 1997, Joe Lara volta a interpretar o personagem em Tarzan: The Epic Adventures, apesar disso, a série não possui cronologia com o telefilme.
Entre 2001 e 2003, foi produzida pela Walt Disney Company a série animada A Lenda de Tarzan (The Legend of Tarzan), com os personagens do longa de animação de 1999.
Em 2003, surge uma outra série live-action, estrelada por Travis Fimmel. Em 2017, uma série animada em CGI foi lançada na Netflix.

## Trabalhos inspirados em Tarzan

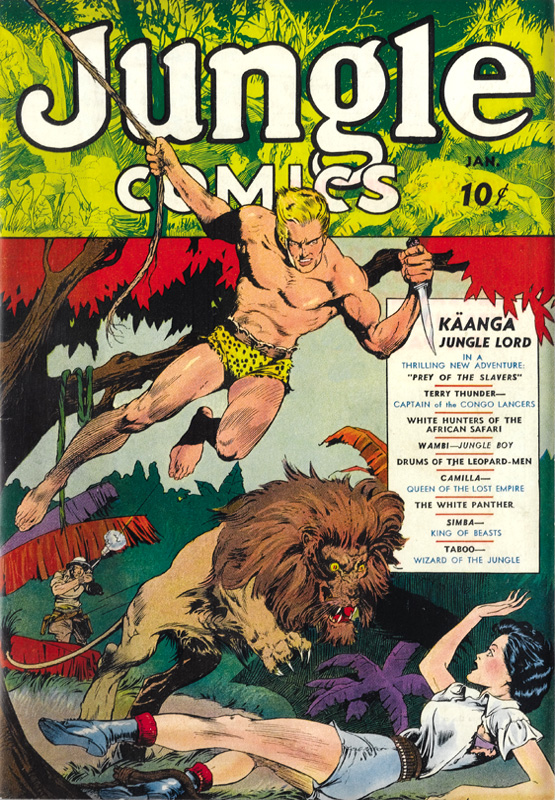
Capa da Jungle Comics #1 (1940), Fiction House, arte Lou Fine.

Tarzan inspirou uma série de personagens selvagens nos pulps, filmes e quadrinhos chamados de tarzanides e garotas das selvas. Alguns desses, como Kwa e Ka-Zar, eram cópias diretas ou vagamente veladas; outros, como Polaris of the Snows, eram personagens semelhantes em diferentes configurações. Destes personagens, o mais popular foi Ki-Gor, o tema de cinquenta e nove romances que apareceram entre o inverno de 1939 e a primavera de 1954 na revista Jungle Stories da Fiction House.

## Dicionário da selva
Edgar Rice Burroughs inventou toda uma língua para os mangani, isto é, os grandes macacos que criaram Tarzan. Esses termos estão espalhados, não só por seus livros, mas também pelos quadrinhos e outras mídias. Essa língua é entendia por todos os primatas—macacos, babuínos e gorilas—e também pelos primitivos sagoths de Pellucidar. Os Ho-don e os Waz-don de Pal-ul-Don entendem algumas palavras, apesar de terem linguagem própria. A maioria das criaturas da selva de Tarzan, de leões a elefantes, entende a língua, mas, obviamente, não a fala.
Ainda que transcrita foneticamente para a linguagem humana, a fala dos mangani, segundo Burroughs, "soa aos nossos ouvidos como rosnados, uivos e grunhidos, pontuada às vezes por gritos agudos, e é, praticamente, intraduzível para qualquer língua conhecida pelo Homem." (Tarzan at the Earth's Core, capítulo IV)
Apesar de apenas uma parte dessas palavras aparecer em suas obras, Burroughs providenciou uma lista completa delas no livreto Tarzan Clans of America Official Guide, escrito em 1939 para um fã-clube.
O que se segue é uma pequena amostra da língua mangani, com os termos mais relevantes e/ou mais usados. As palavras mangani estão em Inglês, e não como foram, em certos casos, vertidas para o Português (por exemplo, "bundolo" e "histah" tornaram-se "bandolo" e "istá" nas revistas da EBAL).
| - abalu, irmão - ara, relâmpago - argo, fogo - balu, bebê - bolgani, gorila - bundolo, luta de morte - buto, rinoceronte - dan-do, pare! - dango, hiena - duro, hipopótamo - galul, sangue - gash, dente, mandíbula - gimla, crocodilo - gomangani, homem negro - gorgo, búfalo - goro, Lua - histah, cobra - horta, javali - hul, estrela - jabo, escudo - ka-goda, renda-se OU eu me rendo - kalu, mãe - kando, formiga - korak, matador, assassino - kota, tartaruga - kreeg-ah, cuidado! - kudu, sol - lano, mosquito - mangani, grandes macacos - manu, macaco - meeta, chuva - neeta, pássaro - nene, besouro - nesen, gafanhoto - numa, leão - omtag, girafa | - pacco, zebra - pamba, rato - pand, trovão - panda, barulho - pand-balu-den, rifle - pastar, pai - pisa, peixe - por-atan, marido - por-kalan, esposa - rala, rede - ro, flor - ry-balu-den, arco - sabor, leoa - sheeta, pantera, leopardo - ska, abutre, urubu - skree, gato selvagem - sopu, fruta - sord, mau - tan, guerreiro - tand, não - tantor, elefante - tarmangani, homem branco - tarzan, pele branca - tongani, babuíno - ungo, chacal - usha, vento - utor, medo - vando, bom - ved, montanha - wappi, antílope - yat, olho - yo, amigo - za-balu, irmã - zu-dak-lul, oceano - zugor, rugido |